# Terminal Frost
„Terminal Frost“ je instrumentální osmá skladba z alba A Momentary Lapse of Reason od anglické progresivně rockové skupiny Pink Floyd, vydaného v roce 1987. Na saxofony ve skladbě hrají Tom Scott a John Helliwell, který hrál také ve skupině Supertramp. Skladbu napsal David Gilmour.

## Sestava
- David Gilmour - kytara
- Rick Wright - piáno, syntezátor
- Nick Mason - bicí automat

&
- Jon Carin - klávesy, syntezátor
- Tom Scott - saxofon
- John Helliwell - saxofon
- Bob Ezrin - perkuse